# 革命机关报
革命机关报是资产阶级革命时期开始由革命党人所创办的一系列办报形式。其代表的国内第一份报刊为《大陆》，是一份典型的政论性月刊，倡言革命精神。
1903年8月7日上海创办的《国民日日报》；同年，12月15日创刊的革命办刊《俄事警闻》(后改名为"警钟日报");1907年1月创刊的《中国女报》是由著名女革命家秋瑾所成立；同年，4月份创办的《神州日报》是为了“唤起中华民族的祖国思想并激发潜伏已久的民族性意识”。

## 革命党机关报的种类
1905年-1911年武昌起义之前：
1. 《楚报》
2. 《商务日报》
3. 《大江报》

全国各地的革命报刊
1. 《重庆日报》
2. 《国风日报》(北京)
3. 《中国白话报》(上海)

## 革命派报刊引领时代潮流
资产阶级革命是第二次国人办报高潮的主要开端，资产阶级革命派在国内的两大办报基地主要有上海、武汉。

## 革命党机关报的作用
1. 是为了公开的承认革命报刊是一种党派性。明确宣布资产阶级革命派的办报性质是为了大力宣传革命党的纲领和主张。
2. 明确提出为革命办报的主张——“党报”和 “机关报”。
3. 视办报（报纸）为革命斗争的强力武器。资产阶级革命派通过报纸的宣传来开启资产阶级革命思想，并积极鼓励发动群众成为革命斗争的顽强武器。

## 主旨
日知会、共进会、振武学社以及文学社和群治学社等革命派组织都坐落在武汉，之所以武汉成为早起现代化进程中比较明显快于其他城市的主要原因之一。
武昌起义之前的1905-1911年：革命党人已经掌握的报刊有十多本，其中最为有影响力的算是《楚报》、《商务日报》、《大江报》这三刊。
革命派报刊站在当时最为潮流的时段，建立了一个属于人民的中华民国。打破旧制度、并尝试建立新秩序为着眼点，号召人民推翻腐朽的封建制度。
革命派办刊的宣传是革命思想更加深入人心，为辛亥革命打下了思想基础，对于报刊传媒的大众化做出了一份耕耘。突出了报刊的政治工具作用和晕轮宣传功能的卓出特效，是近代报刊成为政治斗争的有效工具。